# Grand Hôtel (Oslo)
Pour les articles homonymes, voir Grand Hôtel.
Le Grand Hôtel est un hôtel situé dans le centre d'Oslo, en Norvège. L'hôtel est surtout connu pour être le lieu de résidence annuel du lauréat du prix Nobel de la paix.

## Description
Le Grand Hôtel est situé à un emplacement très central de la rue principale de la ville, la porte Karl Johans, entre le Parlement norvégien et le palais royal. Il se trouve à quelques pas des principaux quartiers commerçants et culturels d'Oslo, ainsi que de ses sites touristiques. Ouvert en 1874, cet hôtel est l’un des plus traditionnels de Norvège.
L'hôtel a plusieurs restaurants : le « Grand Café », où le dramaturge Henrik Ibsen mangeait tous les jours, le « Restaurant Julius Fritzner », nommé d'après le fondateur de l'hôtel Julius Fritzner en 1874, et le « Palmen Restaurant », un restaurant traditionnel et élégant,,.
Le Grand Hôtel est un bâtiment de style classique avec une façade en granit blanc et une tour ornée d'une l'horloge. L'hôtel dispose de 290 chambres. Il est affilié à Rica Hotels, une chaîne d'environ 90 hôtels situés en Norvège et en Suède.

## Évènements et personnalités
Chaque année, l'hôtel organise le banquet annuel du prix Nobel de la paix. Les lauréats séjournent dans la suite Nobel de l'hôtel.
L'écrivain Roald Dahl a séjourné ici quand il était jeune, c'est là où il a trouvé l'inspiration pour écrire son livre autobiographique de 1984, Boy: Tales of Childhood.
Devant l'hôtel est installée une copie de la statue de Kristen Visbal Fearless Girl, le regard tourné vers le Parlement.

## Galerie

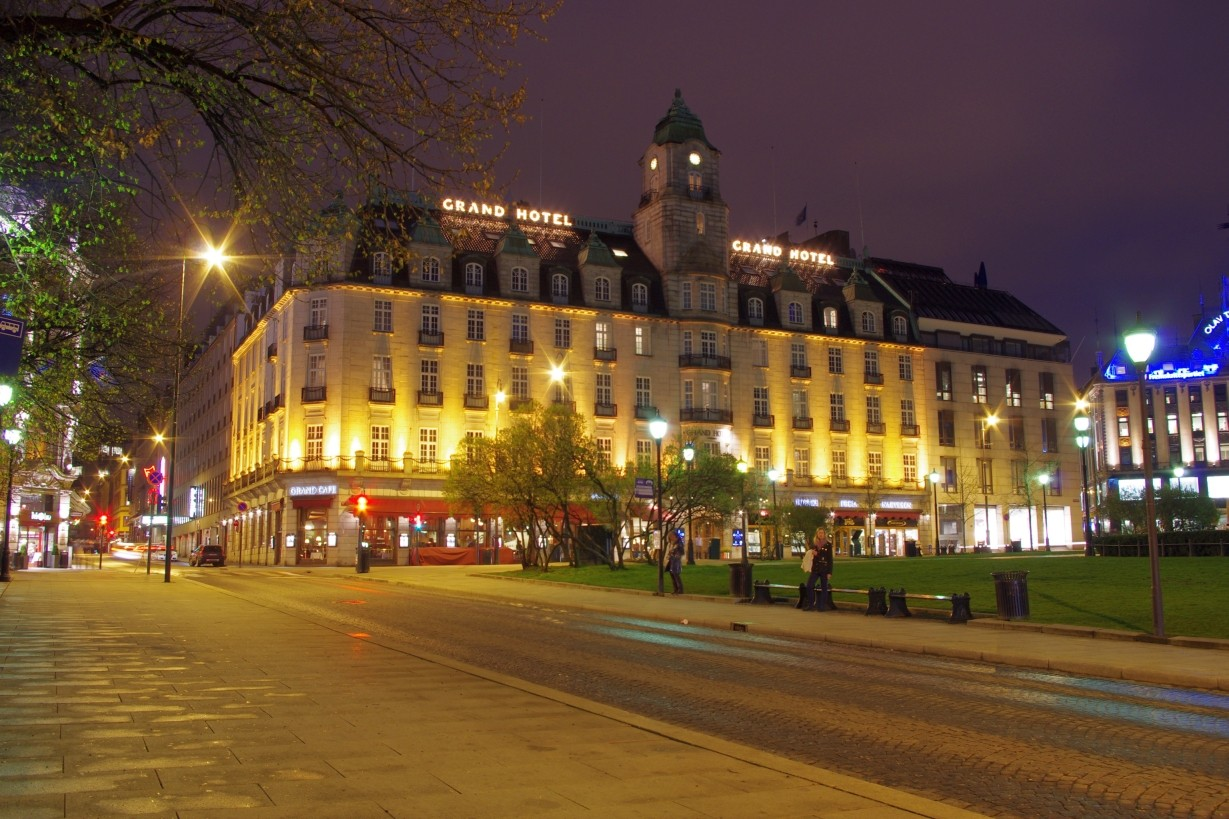
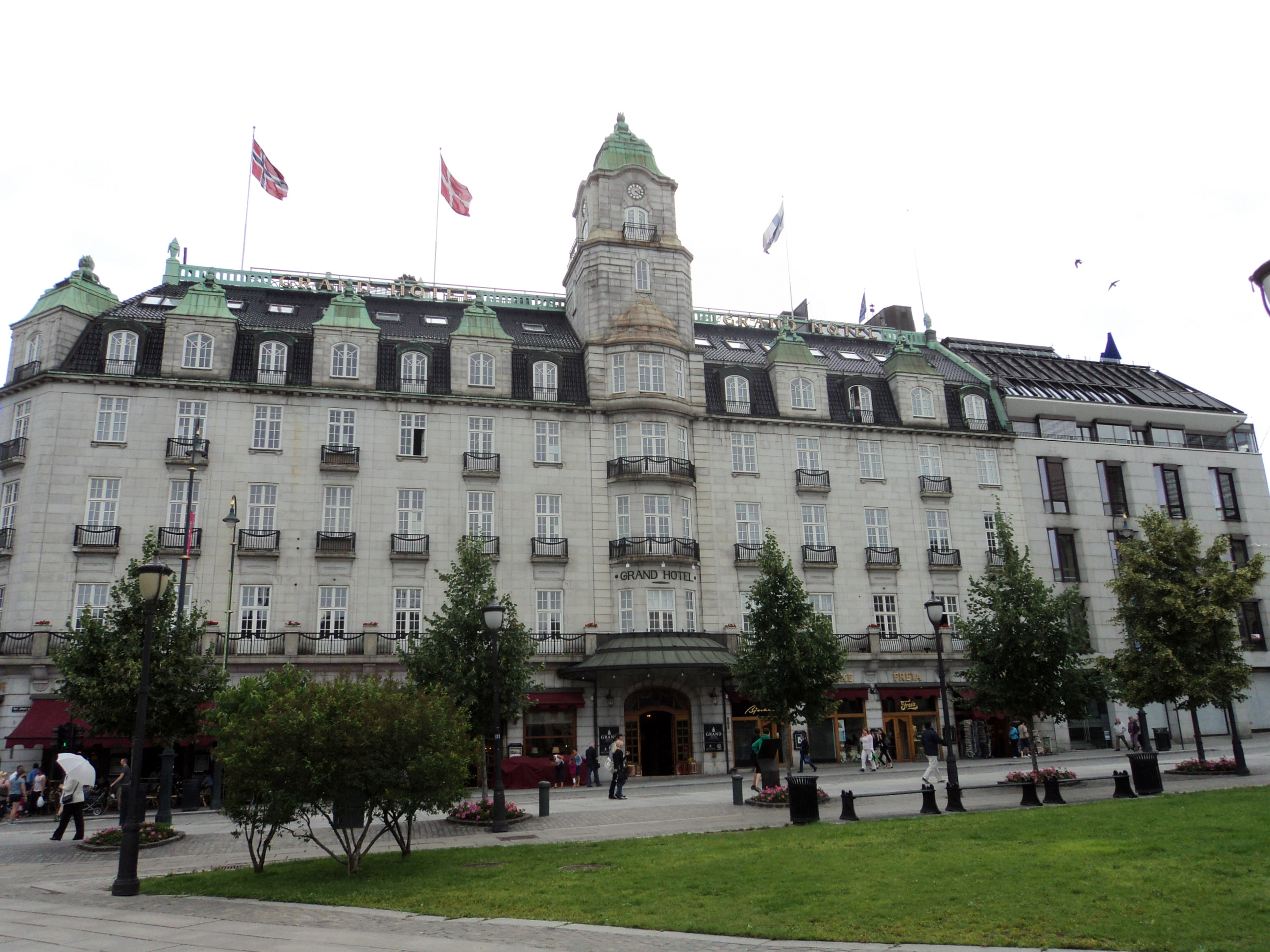
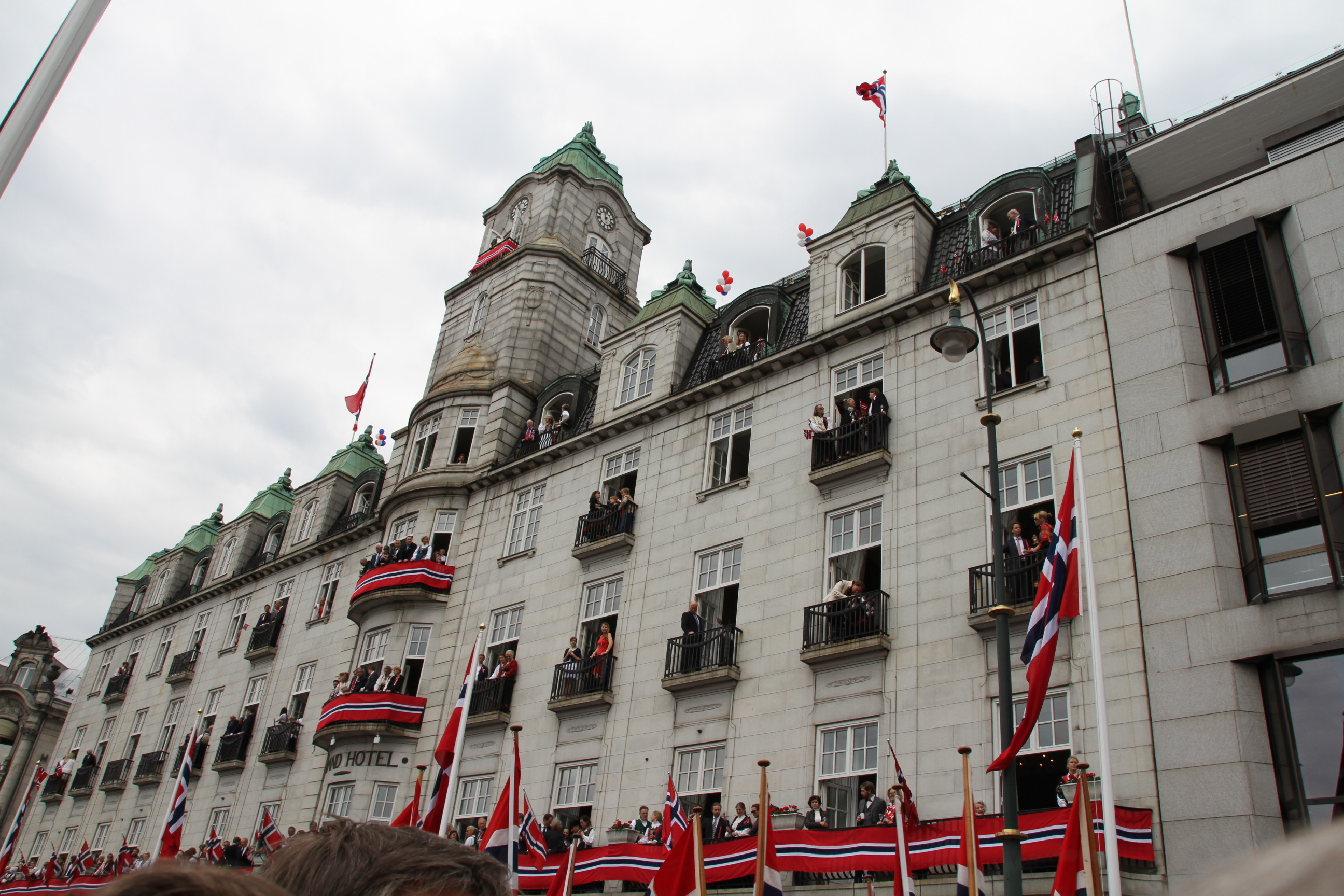
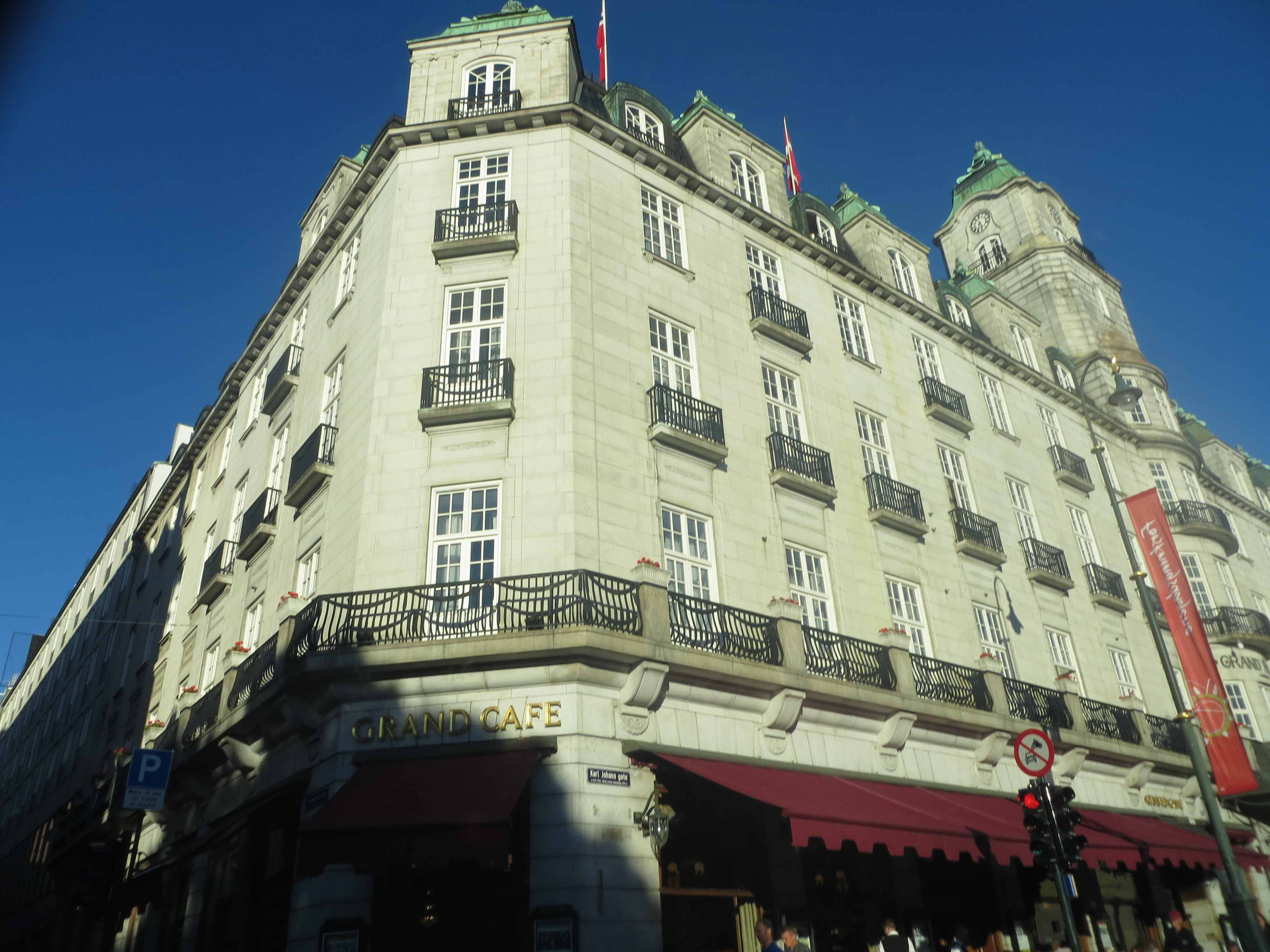